# Il "primato" del Regno delle Due Sicilie
Il "primato" del Regno delle Due Sicilie è un libro dello scrittore e saggista Josè Mottola.
Il saggio tratta dei primati del Regno delle Due Sicilie rivendicati nell'ambito del revisionismo del Risorgimento, verificandone la veridicità. 

Si approfondisce inoltre la situazione del  Mezzogiorno pre e post unitario.

Le postfazioni sono a cura di Alessandro Barbero e Gianfranco Liberati.

## Contenuto
In occasione del 150º anniversario dell'Unità d'Italia è ritornato in auge il revisionismo del Risorgimento secondo cui il Regno delle Due Sicilie era più florido degli altri Stati italiani alla luce di primati come la prima ferrovia in Italia.
L'opera, oltre a esaminarne l'autenticità, analizza politica, economia e istruzione del  Mezzogiorno prima dell'Unità alla luce del pensiero meridionalista risalente a Francesco Saverio Nitti; vengono inoltre studiate le criticità post-unitarie quali emigrazione e brigantaggio.

## Edizioni
- Josè Mottola, Il "primato" del Regno delle Due Sicilie, Capone Editore, 2014, ISBN 9788883491948.